# 三國丘站 (大阪府)
三國丘站（日语：／ Mikunigaoka eki */?）是位於大阪府堺市堺區的南海電氣鐵道高野線、西日本旅客鐵道阪和線之車站。
南海電鐵中，本站編號為NK57，可以使用PiTaPa。在JR西日本中，本站位於可以使用ICOCA的區域內。

## 車站構造

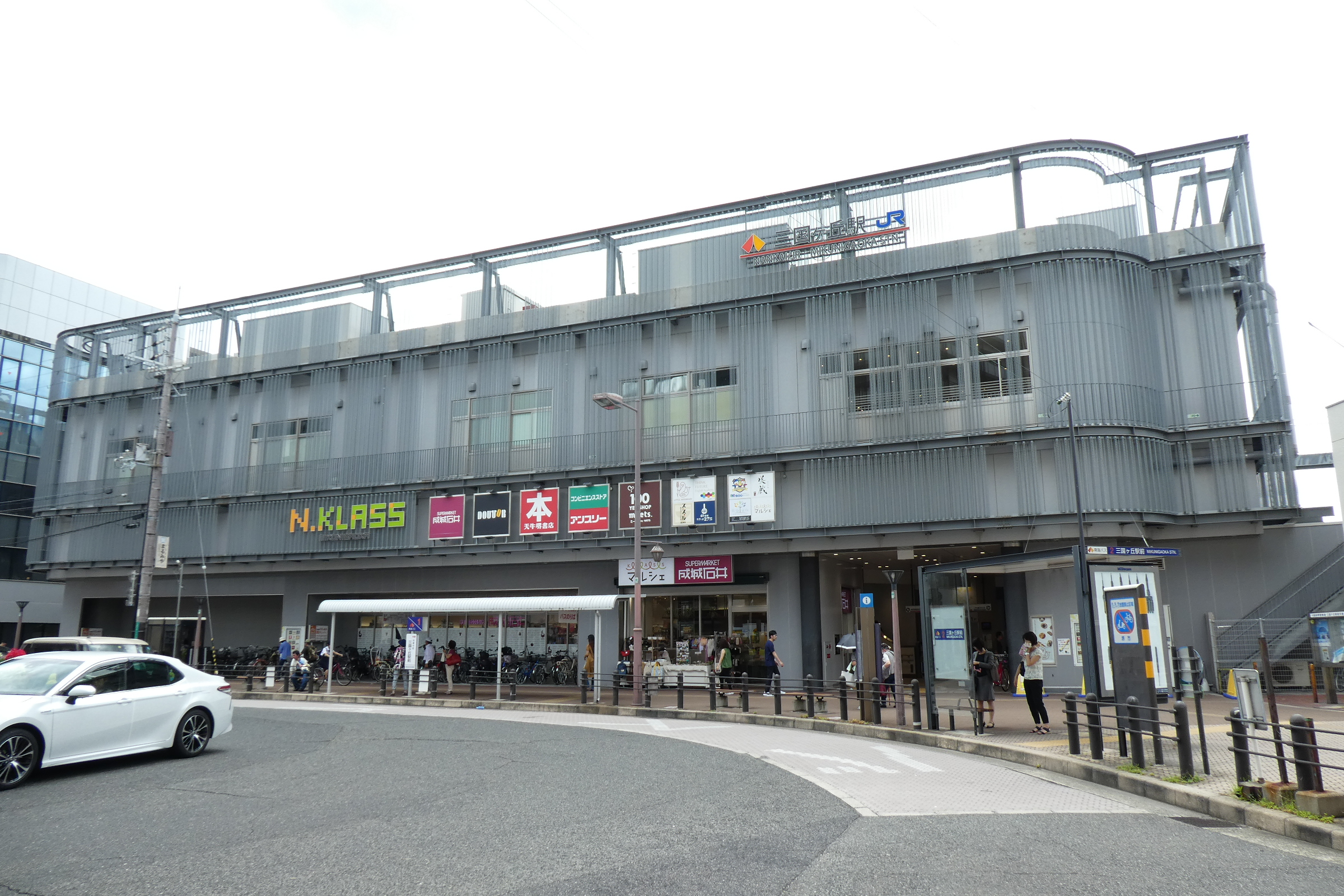
東口(2019年8月)
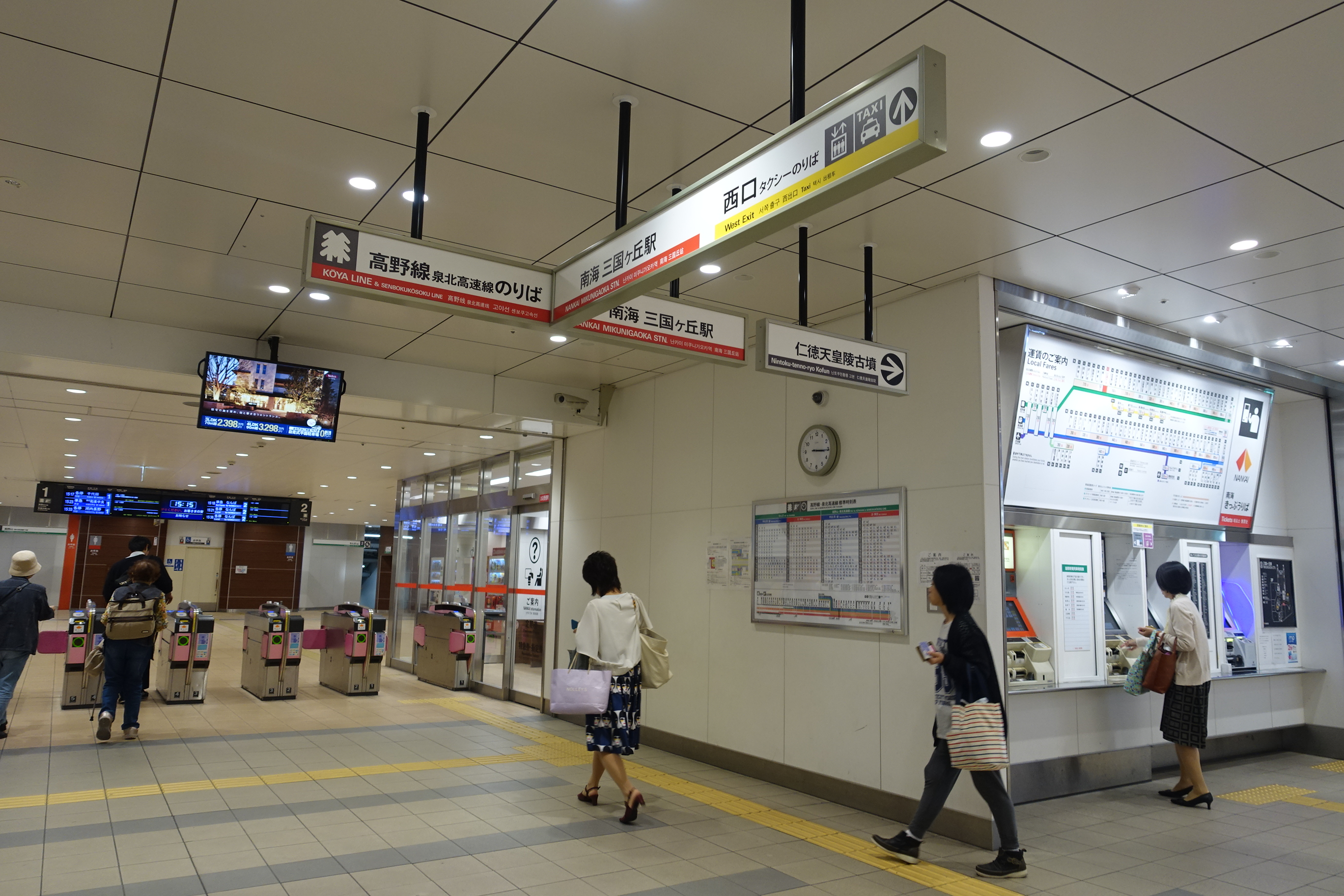
南海三國丘站閘口（2013年改裝後）
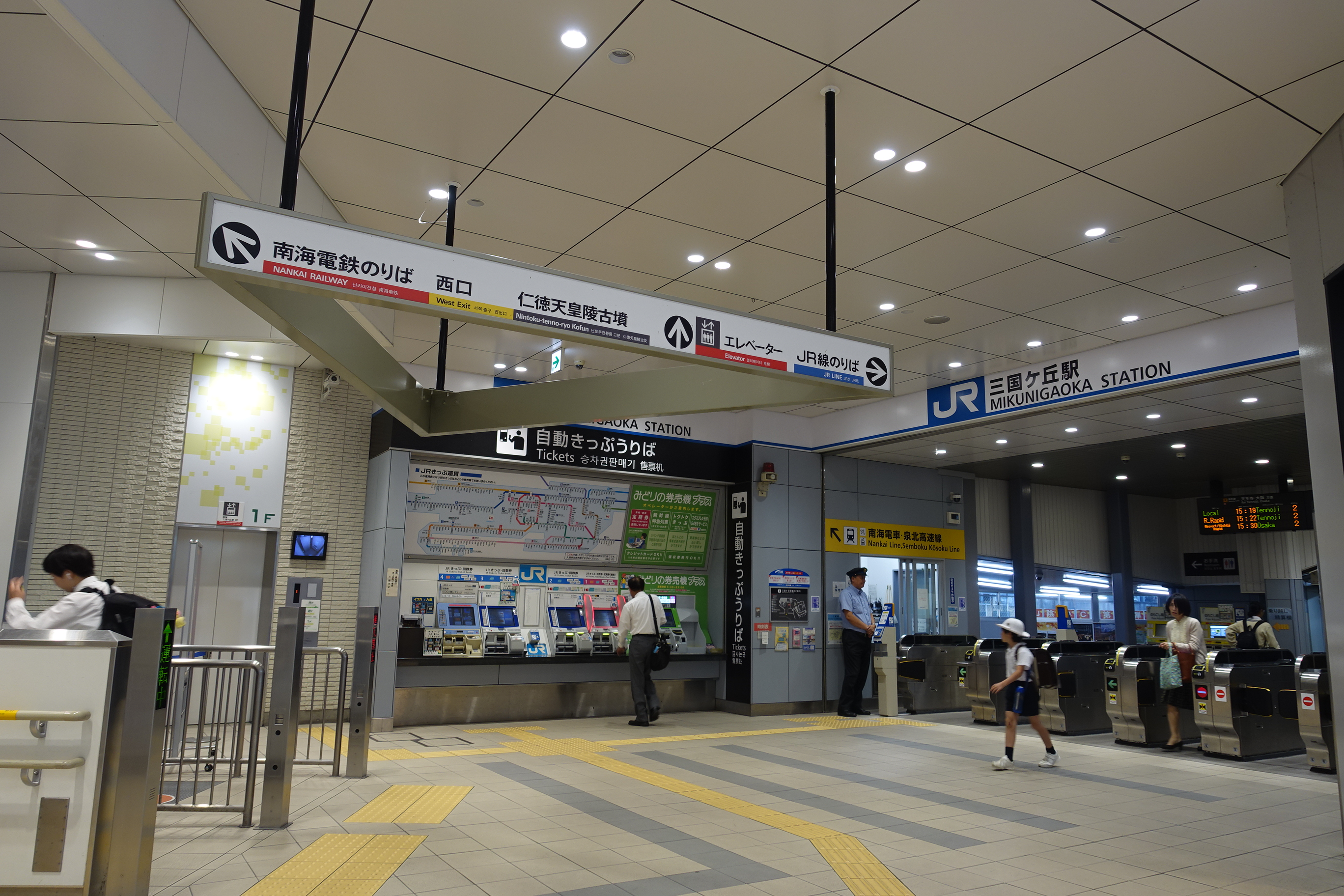
JR三國丘站閘口（2013年改裝後）
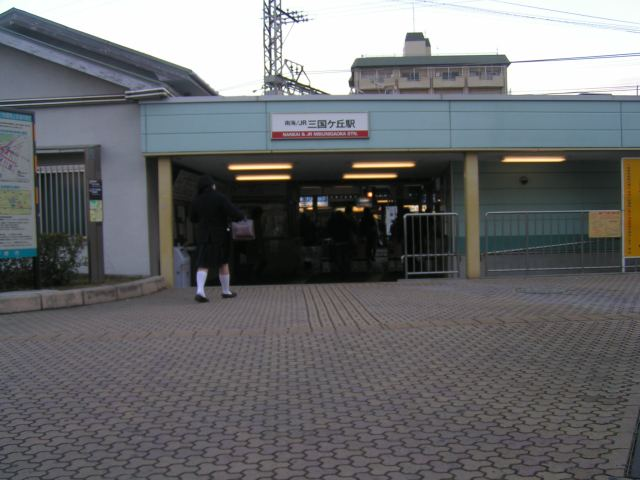
地面站舍時代的南海西口（2013年9月6日以前）
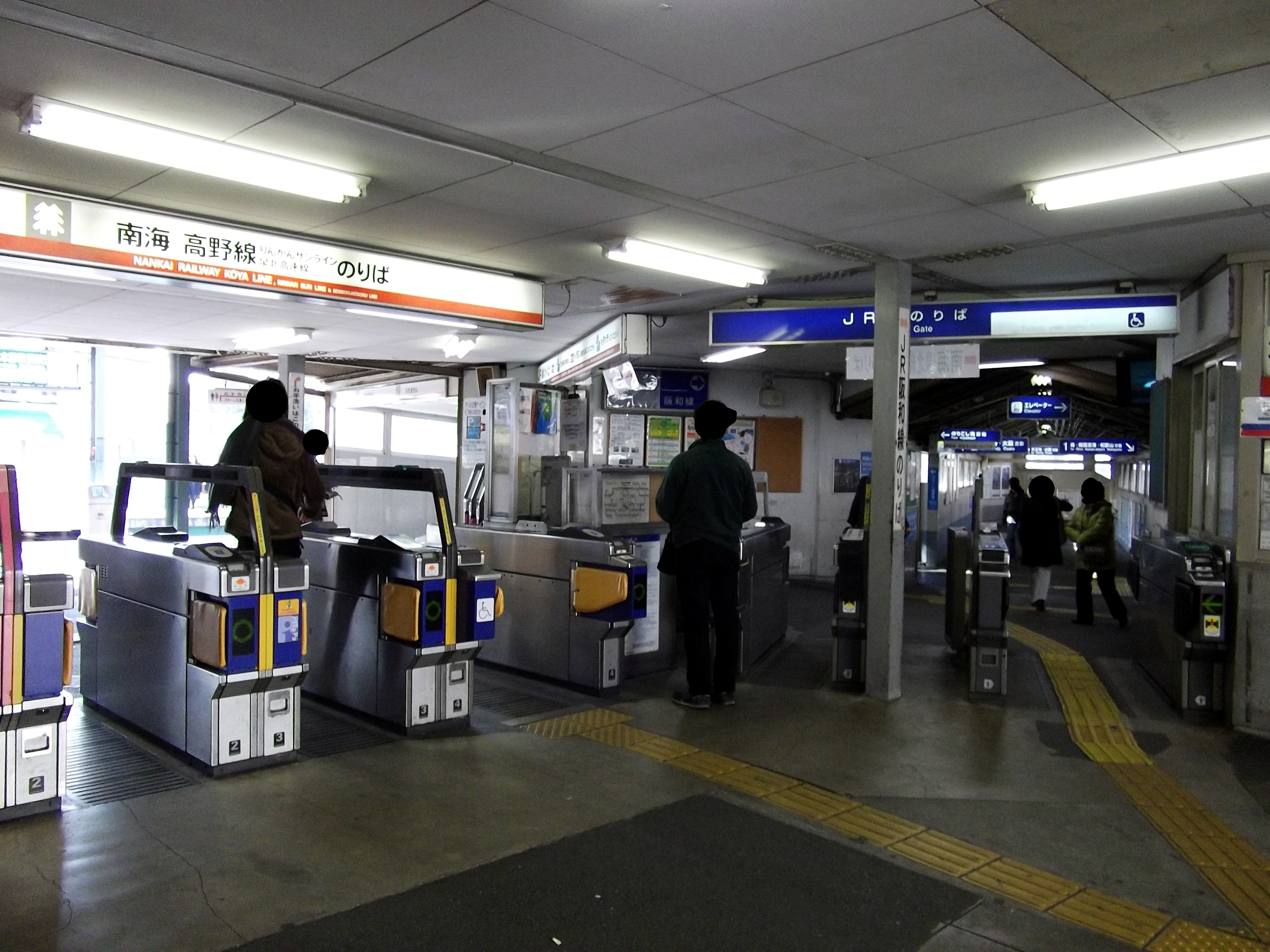
轉車閘口設於舊北口（現為JR閘口，2013年9月6日以前）

### 南海電氣鐵道
南海為對向式月台2面2線的地面車站。

#### 月台配置
| 月台 | 路線   | 方向 | 目的地                 |
| ---- | ------ | ---- | ---------------------- |
| 1    | 高野線 | 下行 | 高野山、泉北高速線方向 |
| 2    | 高野線 | 上行 | 難波方向               |

### JR西日本
JR為掘割部分對向式月台2面2線的車站。

#### 月台配置
| 月台 | 路線   | 方向 | 目的地                   |
| ---- | ------ | ---- | ------------------------ |
| 1    | 阪和線 | 下行 | 鳳、關西機場、和歌山方向 |
| 2    | 阪和線 | 上行 | 天王寺、大阪方向         |

## 使用情況
- 南海電鐵 - 2018年度1日平均上下車人次為40,342人（上車人次：20,416人，下車人次：19,926人）。
該公司100個車站當中次於難波站、新今宮站、天下茶屋站、堺東站排行第5位，高野線（難波－極樂橋間42個車站）當中第5位。也是只有各停系統（各站停車、準急）的停靠站當中上下車人次最多的車站。
- JR西日本 - 2018年度1日平均上車人次為24,054人[JR 1]。
該公司車站當中排行第42位。阪和線的中途站當中最多。

各年度1日平均上下車、上車人次數如下表。
| 年度               | 南海電氣鐵道       | 南海電氣鐵道     | 南海電氣鐵道 | JR西日本         | 來源              |
| 年度               | 1日平均 上下車人次 | 1日平均 上車人次 | 順位         | 1日平均 上車人次 | 來源              |
| ------------------ | ------------------ | ---------------- | ------------ | ---------------- | ----------------- |
| 1990年（平成02年） | 43,651             | 21,251           | -            | 19,267           | [ 大阪府統計 1 ]  |
| 1991年（平成03年） | 44,208             | 21,488           | -            | 19,520           | [ 大阪府統計 2 ]  |
| 1992年（平成04年） | 42,893             | 20,795           | -            | 19,226           | [ 大阪府統計 3 ]  |
| 1993年（平成05年） | 42,177             | 20,390           | -            | 19,002           | [ 大阪府統計 4 ]  |
| 1994年（平成06年） | 41,261             | 19,947           | -            | 18,253           | [ 大阪府統計 5 ]  |
| 1995年（平成07年） | 39,001             | 18,788           | -            | 17,961           | [ 大阪府統計 6 ]  |
| 1996年（平成08年） | 39,567             | 18,696           | -            | 17,729           | [ 大阪府統計 7 ]  |
| 1997年（平成09年） | 37,371             | 18,077           | -            | 17,181           | [ 大阪府統計 8 ]  |
| 1998年（平成10年） | 35,420             | 16,930           | -            | 17,222           | [ 大阪府統計 9 ]  |
| 1999年（平成11年） | 34,159             | 16,578           | -            | 17,939           | [ 大阪府統計 10 ] |
| 2000年（平成12年） | 34,566             | 16,816           | -            | 19,174           | [ 大阪府統計 11 ] |
| 2001年（平成13年） | 34,948             | 17,091           | -            | 19,675           | [ 大阪府統計 12 ] |
| 2002年（平成14年） | 37,113             | 18,289           | 6位          | 20,052           | [ 大阪府統計 13 ] |
| 2003年（平成15年） | 36,429             | 18,277           | 6位          | 20,313           | [ 大阪府統計 14 ] |
| 2004年（平成16年） | 36,393             | 18,219           | 6位          | 20,305           | [ 大阪府統計 15 ] |
| 2005年（平成17年） | 36,439             | 18,246           | 6位          | 20,362           | [ 大阪府統計 16 ] |
| 2006年（平成18年） | 36,697             | 18,385           | 6位          | 20,740           | [ 大阪府統計 17 ] |
| 2007年（平成19年） | 37,154             | 18,607           | 6位          | 20,731           | [ 大阪府統計 18 ] |
| 2008年（平成20年） | 37,820             | 18,962           | 6位          | 21,197           | [ 大阪府統計 19 ] |
| 2009年（平成21年） | 37,295             | 18,710           | 5位          | 20,918           | [ 大阪府統計 20 ] |
| 2010年（平成22年） | 37,761             | 18,944           | 5位          | 21,267           | [ 大阪府統計 21 ] |
| 2011年（平成23年） | 37,734             | 18,938           | 5位          | 21,685           | [ 大阪府統計 22 ] |
| 2012年（平成24年） | 38,267             | 19,179           | 5位          | 22,217           | [ 大阪府統計 23 ] |
| 2013年（平成25年） | 38,716             | 19,428           | 5位          | 22,870           | [ 大阪府統計 24 ] |
| 2014年（平成26年） | 39,047             | 19,683           | 5位          | 23,008           | [ 大阪府統計 25 ] |
| 2015年（平成27年） | 40,298             | 20,336           | 5位          | 23,956           | [ 大阪府統計 26 ] |
| 2016年（平成28年） | 39,804             | 20,059           | 5位          | 24,000           | [ 大阪府統計 27 ] |
| 2017年（平成29年） | 39,989             | 20,181           | 5位          | 23,947           | [ 大阪府統計 28 ] |
| 2018年（平成30年） | 40,342             | 20,416           | 5位          | 24,054           | [ 大阪府統計 29 ] |

## 車站周邊
- 大仙陵古墳（仁徳天皇陵）（位於車站東南方，但若要正面參拜，從百舌鳥站會比較近。）
- 竹内街道（車站北方）
- 西高野街道（國道310號）（車站南方）

## 相鄰車站
南海電氣鐵道
 高野線

■快速急行、■急行、■區間急行
通過
■準急行、■各站停車
堺東（NK56）－三國丘（NK57）－百舌鳥八幡（NK58）
西日本旅客鐵道
 阪和線
■關空快速、■紀州路快速、■快速、■直通快速、■B快速、■區間快速
堺市（JR-R28）－三國丘（JR-R29）－鳳（JR-R33）
■普通
堺市（JR-R28）－三國丘（JR-R29）－百舌鳥（JR-R30）

### 使用情況
從數據看見JR西日本
1. 1 2   (PDF).   [2019-09-26]. （原始内容存档 (PDF)于2019-09-26）.
2. ↑   (PDF).   [2019-09-26]. （原始内容存档 (PDF)于2019-05-31）.

JR、私鐵統計資料
1. ↑  大阪府統計年鑑 （页面存档备份，存于） - 大阪府

大阪府統計年鑑
1. ↑  大阪府統計年鑑（平成3年）PDF
2. ↑  大阪府統計年鑑（平成4年）PDF
3. ↑  大阪府統計年鑑（平成5年）PDF
4. ↑  大阪府統計年鑑（平成6年）PDF
5. ↑  大阪府統計年鑑（平成7年）PDF
6. ↑  大阪府統計年鑑（平成8年）PDF
7. ↑  大阪府統計年鑑（平成9年）PDF
8. ↑  大阪府統計年鑑（平成10年）PDF
9. ↑  大阪府統計年鑑（平成11年）PDF
10. ↑  大阪府統計年鑑（平成12年）PDF
11. ↑  大阪府統計年鑑（平成13年）PDF
12. ↑  大阪府統計年鑑（平成14年）PDF
13. ↑  大阪府統計年鑑（平成15年）PDF
14. ↑  大阪府統計年鑑（平成16年）PDF
15. ↑  大阪府統計年鑑（平成17年）PDF
16. ↑  大阪府統計年鑑（平成18年）PDF
17. ↑  大阪府統計年鑑（平成19年）PDF
18. ↑  大阪府統計年鑑（平成20年）PDF
19. ↑  大阪府統計年鑑（平成21年）PDF
20. ↑  大阪府統計年鑑（平成22年）PDF
21. ↑  大阪府統計年鑑（平成23年）PDF
22. ↑  大阪府統計年鑑（平成24年）PDF
23. ↑  大阪府統計年鑑（平成25年）PDF
24. ↑  大阪府統計年鑑（平成26年）PDF
25. ↑  大阪府統計年鑑（平成27年）PDF
26. ↑  大阪府統計年鑑（平成28年）PDF
27. ↑  大阪府統計年鑑（平成29年）PDF
28. ↑  大阪府統計年鑑（平成30年）PDF
29. ↑  大阪府統計年鑑（令和元年）PDF

## 外部連結
- 三國丘 - 南海電氣鐵道
- 三國丘｜車站資訊：JR出門網 - 西日本旅客鐵道